# TJ Slovan Černovír

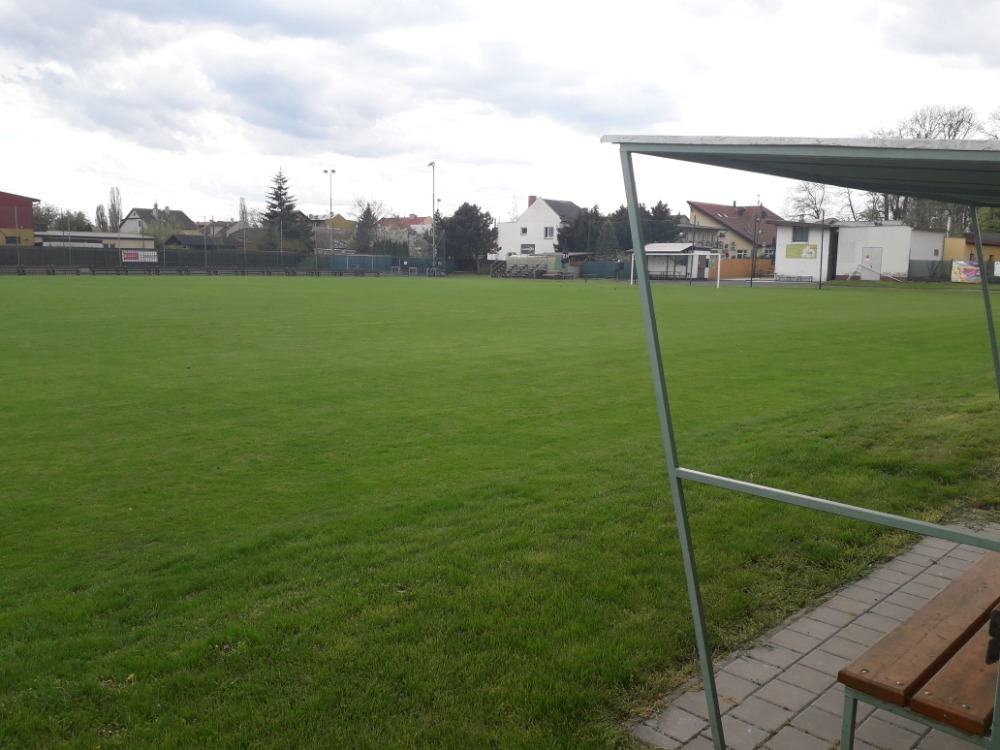
Estadio de la chimenea

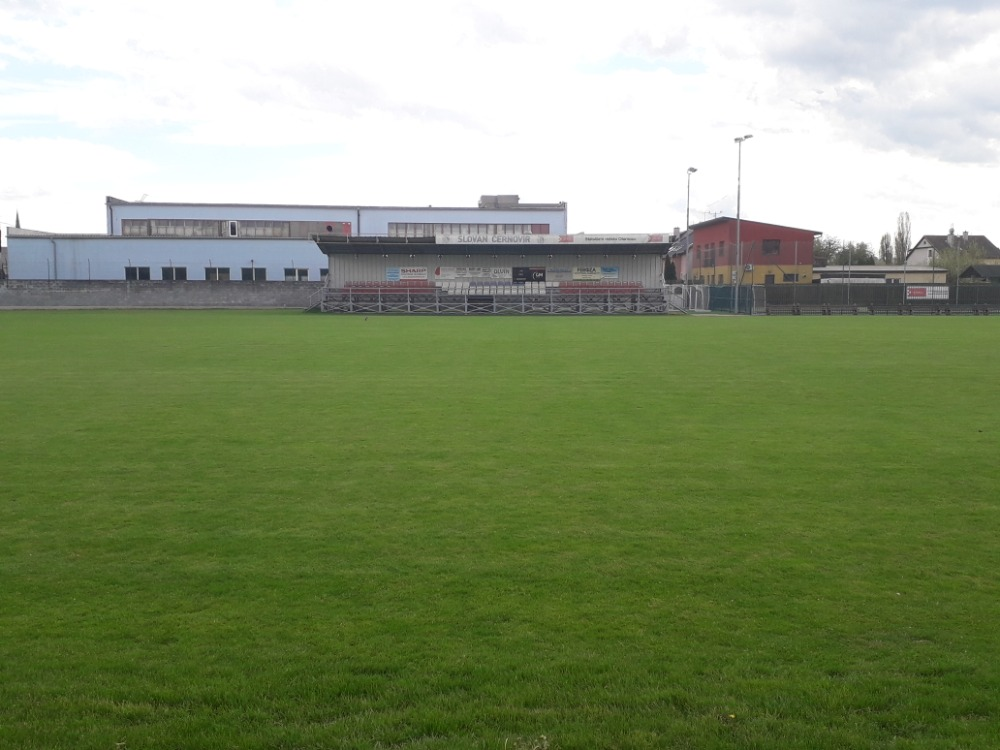
tribuna del Estadio de la chimenea

El TJ Slovan Černovír es un club de fútbol checo fundado en la región de Olomouc. Fue fundado en 1931 con el nombre de SK Černovír. Desapareció desde 1976 hasta 1984 debido a su fusión con el S.K. Sigma Olomouc.
Desde la temporada 2020/21 juega en la División 1B, grupo B, de la Región de Olomouc(Lion sport 1.B.třída skupina B) (séptima máxima categoría a nivel checo).
Juega sus partidos como local en el "Estadio de la chimenea" de Olomouc.
Jugadores destacados del TJ Slovan son Miroslav Uvízl y Zdeněk Mandík.

## Nombres históricos del Slovan
- 1931 – SK Černovír (Club deportivo Černovír)
- 1950 – Sokol Chernovir
- 1952 - Sokol Spofa Černovír (Farmacéutica Sokol Černovír)
- 1953 - TJ Jiskra Černovír (Equipo de Educación Física Jiskra Černovír)
- 1954 - TJ Slovan Farmakon Černovír (Equipo de Educación Física Slovan Farmakon Černovír)
- 1955 - TJ Slovan Černovír (Equipo de Educación Física Slovan Černovír)
- 1976 : Fusión con el S.K. Sigma Olomouc y desaparición del club.
- 1984 - Restauración del club como "TJ Slovan Černovír" (Equipo de Educación Física Slovan Černovír)

## Clasificación en temporadas históricas
Fuente:
Leyenda:  P- partidos, V - Victorias, E - Empates, D - Derrotas, GF - goles a favor, GC - goles en contra, +/- - diferencia de goles, Pts - puntos, sombreado en rojo - descenso, sombreado en verde - ascenso.
| Checoslovaquia (1935 – 1939)                                                                     |                                                                                                 |                                                                |                                                                |                                                                |                                                                |                                                                |                                                                |                                                                |                                                                |                                                                |                                                                |
| Temporada                                                                                        | Liga                                                                                            | Categoría                                                      | P                                                              | V                                                              | E                                                              | D                                                              | GF                                                             | GC                                                             | +/−                                                            | Pts                                                            | Posición                                                       |
| 1931/32                                                                                          | I. A třída STAK                                                                                 | –                                                              | 9                                                              | 7                                                              | 1                                                              | 1                                                              | 23                                                             | 8                                                              | +15                                                            | 15                                                             | 3.                                                             |
| 1932/33                                                                                          | IV. třída sk. A                                                                                 | –                                                              |                                                                |                                                                |                                                                |                                                                |                                                                |                                                                |                                                                |                                                                |                                                                |
| 1933/34                                                                                          | IV. třída sk. A                                                                                 | 7                                                              | 8                                                              | 7                                                              | 1                                                              | 0                                                              | 35                                                             | 7                                                              | +28                                                            | 15                                                             | 1.                                                             |
| 1934/35                                                                                          | II. třída HHŽF - okrsek Sever                                                                   | 5                                                              | 11                                                             | 5                                                              | 1                                                              | 5                                                              | 24                                                             | 25                                                             | −1                                                             | 11                                                             | 7.                                                             |
| 1935/36                                                                                          | II. třída HHŽF - okrsek Sever                                                                   | 5                                                              | 20                                                             | 12                                                             | 3                                                              | 5                                                              | 89                                                             | 39                                                             | +50                                                            | 27                                                             | 4.                                                             |
| ...                                                                                              |                                                                                                 |                                                                |                                                                |                                                                |                                                                |                                                                |                                                                |                                                                |                                                                |                                                                |                                                                |
| 1938/39                                                                                          | I. B třída HHŽF - okrsek Sever                                                                  | 4                                                              | ...                                                            | ...                                                            | ...                                                            | ...                                                            | ...                                                            | ...                                                            | ...                                                            | ...                                                            | 2.                                                             |
| Protectorado de Bohemia y Moravia (1939 – 1945)                                                  |                                                                                                 |                                                                |                                                                |                                                                |                                                                |                                                                |                                                                |                                                                |                                                                |                                                                |                                                                |
| Temporada                                                                                        | Liga                                                                                            | Categoría                                                      | P                                                              | V                                                              | E                                                              | D                                                              | GF                                                             | GC                                                             | +/−                                                            | Pts                                                            | Posición                                                       |
| 1939/40                                                                                          | I. B třída HHŽF - okrsek Sever                                                                  | 4                                                              | ...                                                            | ...                                                            | ...                                                            | ...                                                            | ...                                                            | ...                                                            | ...                                                            | ...                                                            | 3.                                                             |
| ...                                                                                              |                                                                                                 |                                                                |                                                                |                                                                |                                                                |                                                                |                                                                |                                                                |                                                                |                                                                |                                                                |
| 1943/44                                                                                          | I. B třída HHŽF - okrsek Sever                                                                  | 4                                                              | ...                                                            | ...                                                            | ...                                                            | ...                                                            | ...                                                            | ...                                                            | ...                                                            | ...                                                            |                                                                |
| 1944/45                                                                                          | Končila Segunda Guerra Mundial, pravidelné soutěže se nehrály.                                  | Končila Segunda Guerra Mundial, pravidelné soutěže se nehrály. | Končila Segunda Guerra Mundial, pravidelné soutěže se nehrály. | Končila Segunda Guerra Mundial, pravidelné soutěže se nehrály. | Končila Segunda Guerra Mundial, pravidelné soutěže se nehrály. | Končila Segunda Guerra Mundial, pravidelné soutěže se nehrály. | Končila Segunda Guerra Mundial, pravidelné soutěže se nehrály. | Končila Segunda Guerra Mundial, pravidelné soutěže se nehrály. | Končila Segunda Guerra Mundial, pravidelné soutěže se nehrály. | Končila Segunda Guerra Mundial, pravidelné soutěže se nehrály. | Končila Segunda Guerra Mundial, pravidelné soutěže se nehrály. |
| Checoslovaquia (1945 – 1993)                                                                     |                                                                                                 |                                                                |                                                                |                                                                |                                                                |                                                                |                                                                |                                                                |                                                                |                                                                |                                                                |
| Temporada                                                                                        | Liga                                                                                            | Categoría                                                      | P                                                              | V                                                              | E                                                              | D                                                              | GF                                                             | GC                                                             | +/−                                                            | Pts                                                            | Posición                                                       |
| ...                                                                                              |                                                                                                 |                                                                |                                                                |                                                                |                                                                |                                                                |                                                                |                                                                |                                                                |                                                                |                                                                |
| 1959/60                                                                                          | I. B třída – sk. Sever                                                                          | 5                                                              | 26                                                             | 19                                                             | 6                                                              | 1                                                              | 103                                                            | 18                                                             | +85                                                            | 44                                                             | 1.                                                             |
| 1960/61                                                                                          | I. A třída Severomoravského kraje – sk.<span typeof="mw:DisplaySpace" id="mwAQ0">&nbsp;</span>? | 4                                                              | ...                                                            | ...                                                            | ...                                                            | ...                                                            | ...                                                            | ...                                                            | ...                                                            | ...                                                            | 3.                                                             |
| 1961/62                                                                                          | I. A třída Severomoravského kraje – sk.<span typeof="mw:DisplaySpace" id="mwARY">&nbsp;</span>? | 4                                                              | ...                                                            | ...                                                            | ...                                                            | ...                                                            | ...                                                            | ...                                                            | ...                                                            | ...                                                            | 3.                                                             |
| 1962/63                                                                                          | I. A třída Severomoravského kraje – sk.<span typeof="mw:DisplaySpace" id="mwAR8">&nbsp;</span>? | 4                                                              | ...                                                            | ...                                                            | ...                                                            | ...                                                            | ...                                                            | ...                                                            | ...                                                            | ...                                                            | 3.                                                             |
| 1963/64                                                                                          | I. A třída Severomoravského kraje – sk.<span typeof="mw:DisplaySpace" id="mwASg">&nbsp;</span>? | 4                                                              | ...                                                            | ...                                                            | ...                                                            | ...                                                            | ...                                                            | ...                                                            | ...                                                            | ...                                                            | 3.                                                             |
| 1964/65                                                                                          | I. A třída Severomoravského kraje – sk.<span typeof="mw:DisplaySpace" id="mwATE">&nbsp;</span>? | 4                                                              | ...                                                            | ...                                                            | ...                                                            | ...                                                            | ...                                                            | ...                                                            | ...                                                            | ...                                                            | 10.                                                            |
| 1965/66                                                                                          | I. A třída Severomoravské oblasti – sk.<span typeof="mw:DisplaySpace" id="mwATo">&nbsp;</span>? | 5                                                              | ...                                                            | ...                                                            | ...                                                            | ...                                                            | ...                                                            | ...                                                            | ...                                                            | ...                                                            | 5.                                                             |
| 1966/67                                                                                          | I. A třída Severomoravské oblasti – sk.<span typeof="mw:DisplaySpace" id="mwAUM">&nbsp;</span>? | 5                                                              | ...                                                            | ...                                                            | ...                                                            | ...                                                            | ...                                                            | ...                                                            | ...                                                            | ...                                                            | 7.                                                             |
| 1967/68                                                                                          | I. A třída Severomoravské oblasti – sk.<span typeof="mw:DisplaySpace" id="mwAUw">&nbsp;</span>? | 5                                                              | ...                                                            | ...                                                            | ...                                                            | ...                                                            | ...                                                            | ...                                                            | ...                                                            | ...                                                            | 9.                                                             |
| 1968/69                                                                                          | I. A třída Severomoravské oblasti – sk.<span typeof="mw:DisplaySpace" id="mwAVU">&nbsp;</span>? | 5                                                              | ...                                                            | ...                                                            | ...                                                            | ...                                                            | ...                                                            | ...                                                            | ...                                                            | ...                                                            | 11.                                                            |
| 1969/70                                                                                          | I. A třída Středomoravské župy – sk. A                                                          | 6                                                              | 26                                                             | 18                                                             | 6                                                              | 2                                                              | 73                                                             | 23                                                             | +50                                                            | 42                                                             | 1.                                                             |
| 1970/71                                                                                          | Středomoravský župní přebor                                                                     | 5                                                              | 26                                                             | 8                                                              | 7                                                              | 11                                                             | 31                                                             | 46                                                             | −15                                                            | 23                                                             | 10.                                                            |
| 1971/72                                                                                          | Středomoravský župní přebor                                                                     | 5                                                              | 26                                                             | 8                                                              | 2                                                              | 16                                                             | 37                                                             | 55                                                             | −18                                                            | 18                                                             | 12.                                                            |
| 1972/73                                                                                          | I. A třída Severomoravského kraje – sk.<span typeof="mw:DisplaySpace" id="mwAZA">&nbsp;</span>? | 6                                                              | ...                                                            | ...                                                            | ...                                                            | ...                                                            | ...                                                            | ...                                                            | ...                                                            | ...                                                            | 10.                                                            |
| 1973/74                                                                                          | I. A třída Severomoravského kraje – sk.<span typeof="mw:DisplaySpace" id="mwAZk">&nbsp;</span>? | 6                                                              | ...                                                            | ...                                                            | ...                                                            | ...                                                            | ...                                                            | ...                                                            | ...                                                            | ...                                                            | 12.                                                            |
| 1974/75                                                                                          | I. A třída Severomoravského kraje – sk.<span typeof="mw:DisplaySpace" id="mwAaI">&nbsp;</span>? | 6                                                              | ...                                                            | ...                                                            | ...                                                            | ...                                                            | ...                                                            | ...                                                            | ...                                                            | ...                                                            | 11.                                                            |
| 1975/76                                                                                          | I. A třída Severomoravského kraje – sk.<span typeof="mw:DisplaySpace" id="mwAas">&nbsp;</span>? | 6                                                              | ...                                                            | ...                                                            | ...                                                            | ...                                                            | ...                                                            | ...                                                            | ...                                                            | ...                                                            | 13.                                                            |
| Mužstvo bylo v letech 1976 – 1984 sloučeno s TJ Sigma ZTS Olomouc.                               |                                                                                                 |                                                                |                                                                |                                                                |                                                                |                                                                |                                                                |                                                                |                                                                |                                                                |                                                                |
| V letech 1984 – 1993 byl klub bez A-mužstva, v soutěžích přihlášena pouze mládežnická družstva.. |                                                                                                 |                                                                |                                                                |                                                                |                                                                |                                                                |                                                                |                                                                |                                                                |                                                                |                                                                |
| República Checa (1993– actualidad)                                                               |                                                                                                 |                                                                |                                                                |                                                                |                                                                |                                                                |                                                                |                                                                |                                                                |                                                                |                                                                |
| Temporada                                                                                        | Liga                                                                                            | Categoría                                                      | Z                                                              | V                                                              | R                                                              | P                                                              | VG                                                             | OG                                                             | +/−                                                            | B                                                              | Posición                                                       |
| 1993/94                                                                                          | Základní třída Olomoucka – sk. B                                                                | 10                                                             | 24                                                             | 22                                                             | 1                                                              | 1                                                              | 84                                                             | 18                                                             | +66                                                            | 45                                                             | 1.                                                             |
| 1994/95                                                                                          | Okresní přebor Olomoucka                                                                        | 8                                                              | ...                                                            | ...                                                            | ...                                                            | ...                                                            | ...                                                            | ...                                                            | ...                                                            | ...                                                            | 4.                                                             |
| 1995/96                                                                                          | Okresní přebor Olomoucka                                                                        | 8                                                              | 26                                                             | 15                                                             | 2                                                              | 9                                                              | 46                                                             | 44                                                             | +2                                                             | 47                                                             | 5.                                                             |
| 1996/97                                                                                          | Okresní přebor Olomoucka                                                                        | 8                                                              | 26                                                             | 9                                                              | 9                                                              | 8                                                              | 36                                                             | 37                                                             | −1                                                             | 36                                                             | 5.                                                             |
| 1997/98                                                                                          | Okresní přebor Olomoucka                                                                        | 8                                                              | 26                                                             | 17                                                             | 6                                                              | 3                                                              | 56                                                             | 27                                                             | +29                                                            | 57                                                             | 1.                                                             |
| 1998/99                                                                                          | I. B třída Hanácké župy – sk. B                                                                 | 7                                                              | 26                                                             | 9                                                              | 6                                                              | 11                                                             | 30                                                             | 32                                                             | −2                                                             | 33                                                             | 7.                                                             |
| 1999/00                                                                                          | I. B třída Hanácké župy – sk. B                                                                 | 7                                                              | ...                                                            | ...                                                            | ...                                                            | ...                                                            | ...                                                            | ...                                                            | ...                                                            | ...                                                            | 8.                                                             |
| 2000/01                                                                                          | I. B třída Hanácké župy – sk. B                                                                 | 7                                                              | ...                                                            | ...                                                            | ...                                                            | ...                                                            | ...                                                            | ...                                                            | ...                                                            | ...                                                            | 8.                                                             |
| 2001/02                                                                                          | I. B třída Hanácké župy – sk. B                                                                 | 7                                                              | ...                                                            | ...                                                            | ...                                                            | ...                                                            | ...                                                            | ...                                                            | ...                                                            | ...                                                            | 5.                                                             |
| 2002/03                                                                                          | I. B třída Olomouckého kraje – sk. B                                                            | 7                                                              | 26                                                             | 11                                                             | 6                                                              | 9                                                              | 46                                                             | 42                                                             | +4                                                             | 39                                                             | 5.                                                             |
| 2003/04                                                                                          | I. B třída Olomouckého kraje – sk. B                                                            | 7                                                              | 26                                                             | 8                                                              | 6                                                              | 12                                                             | 46                                                             | 48                                                             | −2                                                             | 30                                                             | 13.                                                            |
| 2004/05                                                                                          | I. B třída Olomouckého kraje – sk. B                                                            | 7                                                              | 26                                                             | 13                                                             | 9                                                              | 4                                                              | 50                                                             | 39                                                             | +11                                                            | 48                                                             | 3.                                                             |
| 2005/06                                                                                          | I. B třída Olomouckého kraje – sk. B                                                            | 7                                                              | 26                                                             | 14                                                             | 5                                                              | 7                                                              | 37                                                             | 31                                                             | +6                                                             | 47                                                             | 3.                                                             |
| 2006/07                                                                                          | I. B třída Olomouckého kraje – sk. B                                                            | 7                                                              | 26                                                             | 9                                                              | 10                                                             | 7                                                              | 51                                                             | 38                                                             | +13                                                            | 37                                                             | 6.                                                             |
| 2007/08                                                                                          | I. B třída Olomouckého kraje – sk. B                                                            | 7                                                              | 26                                                             | 13                                                             | 7                                                              | 6                                                              | 49                                                             | 31                                                             | +18                                                            | 46                                                             | 4.                                                             |
| 2008/09                                                                                          | I. B třída Olomouckého kraje – sk. B                                                            | 7                                                              | 26                                                             | 12                                                             | 4                                                              | 10                                                             | 43                                                             | 39                                                             | +4                                                             | 40                                                             | 6.                                                             |
| 2009/10                                                                                          | I. B třída Olomouckého kraje – sk. B                                                            | 7                                                              | 26                                                             | 13                                                             | 3                                                              | 10                                                             | 53                                                             | 36                                                             | +17                                                            | 42                                                             | 5.                                                             |
| 2010/11                                                                                          | I. B třída Olomouckého kraje – sk. B                                                            | 7                                                              | 26                                                             | 13                                                             | 7                                                              | 6                                                              | 56                                                             | 35                                                             | +21                                                            | 46                                                             | 4.                                                             |
| 2011/12                                                                                          | I. B třída Olomouckého kraje – sk. B                                                            | 7                                                              | 26                                                             | 13                                                             | 4                                                              | 9                                                              | 46                                                             | 36                                                             | +10                                                            | 43                                                             | 5.                                                             |
| 2012/13                                                                                          | I. B třída Olomouckého kraje – sk. B                                                            | 7                                                              | 26                                                             | 15                                                             | 6                                                              | 5                                                              | 70                                                             | 39                                                             | +31                                                            | 51                                                             | 2.                                                             |
| 2013/14                                                                                          | I. A třída Olomouckého kraje – sk. A                                                            | 6                                                              | 26                                                             | 10                                                             | 7                                                              | 9                                                              | 51                                                             | 39                                                             | +12                                                            | 37                                                             | 9.                                                             |
| 2014/15                                                                                          | I. A třída Olomouckého kraje – sk. A                                                            | 6                                                              | 26                                                             | 8                                                              | 6                                                              | 12                                                             | 45                                                             | 50                                                             | −5                                                             | 30                                                             | 10.                                                            |
| 2015/16                                                                                          | I. A třída Olomouckého kraje – sk. A                                                            | 6                                                              | 26                                                             | 9                                                              | 4                                                              | 13                                                             | 46                                                             | 53                                                             | −7                                                             | 31                                                             | 9.                                                             |
| 2016/17                                                                                          | I. A třída Olomouckého kraje – sk. A                                                            | 6                                                              | 26                                                             | 19                                                             | 2 / 2                                                          | 3                                                              | 87                                                             | 31                                                             | +56                                                            | 63                                                             | 1.                                                             |
| 2017/18                                                                                          | Přebor Olomouckého kraje                                                                        | 5                                                              | 26                                                             | 9                                                              | 3 / 3                                                          | 11                                                             | 53                                                             | 52                                                             | +1                                                             | 36                                                             | 8.                                                             |
| 2018/19                                                                                          | Přebor Olomouckého kraje                                                                        | 5                                                              | 28                                                             | 6                                                              | 3 / 4                                                          | 15                                                             | 31                                                             | 67                                                             |                                                                | 28                                                             | 13.                                                            |
| ** 2019/20                                                                                       | Přebor Olomouckého kraje                                                                        | 5                                                              | 16                                                             | 2                                                              | 2 / 1                                                          | 11                                                             | 20                                                             | 52                                                             |                                                                | 11                                                             | 14.                                                            |
| ** 2020/21                                                                                       | I. B třída Olomouckého kraje – sk. B                                                            | 7                                                              | 8                                                              | 1                                                              | 2 / 0                                                          | 5                                                              | 11                                                             | 14                                                             |                                                                | 7                                                              | 13.                                                            |
| 2021/22                                                                                          | I. B třída Olomouckého kraje – sk. B                                                            | 7                                                              |                                                                |                                                                |                                                                |                                                                |                                                                |                                                                |                                                                |                                                                |                                                                |

Comentario:
- Desde el año 2016/17 inclusive, la región de Olomouc juega de esta manera: Si el partido termina en empate, se lanza una tanda de penaltis. Su ganador se lleva 2 puntos, el perdedor se lleva un punto. Hay 3 puntos por una victoria después de 90 minutos, ningún punto por una derrota después de 90 minutos.
- 2019/20 - después de la temporada, el club aplicó a la clase IB de la región de Olomouc

**= la temporada se suspendió antes de tiempo debido a la pandemia de covid-19

## Palmarés
1º en IV. třída sk. A: 1 (33-34)
1º en I. B třída– sk. Sever: 1 (60-61)
1º en Základní třída Olomoucka– sk. B: 1 (93-94)
1º en Okresní přebor Olomoucka: 1 (97-98)
1º en I. A třída Středomoravské župy– sk. A y I. A třída Olomouckého kraje– sk. A: 2, (69-70) y (2016-17)

## Enlaces
1. ↑   http://www.ofso.cz/historie/. Falta el |título= (ayuda)
2. ↑  Nižší soutěže 1993 – 2002, František Kopecký
3. ↑  «Copia archivada». Archivado desde el original el 26 de junio de 2015. Consultado el 9 de octubre de 2022.
4. ↑   https://souteze.fotbal.cz/subjekty/competition/323. Falta el |título= (ayuda)
5. ↑  Týdeník Gól 27–28/1999 (01.07.1999), strany 27–28

### Literatura
- Weekly Goal 27–28/1999 (01.07.1999), páginas 27–28